# Torontói Egyetem
A Torontói Egyetem (University of Toronto, röviden U of T, UToronto vagy egyszerűen Toronto) Kanada legnagyobb egyeteme. Tagja az Amerikai Egyetemek Szövetségének, amely a vezető kutatás-intenzív észak-amerikai elitegyetemek szövetsége 1900 óta.
1827-ben alapították, jelenleg kb. 59 000 nappali tagozatos hallgatója van, és kb. 11 000 alkalmazottat foglalkoztat. A Times Higher Education magazin 2015-ös rangsorában a 18. helyet foglalta el a világ legjobb egyetemei között. Tagja a Commonwealth Egyetemek Szövetségének.
Az egyetem éves költségvetése körülbelül 1,4 milliárd kanadai dollár. Harmadik féltől is kap támogatást, összesen 844,5 milliót kutatásra. Az egyetemhez tartozó több könyvtárból álló hálózat összesen több mint 15 millió tételt tartalmaz, így Észak-Amerika négy legnagyobb kutatókönyvtára közé tartozik. A hálózat központi és legnagyobb könyvtára a Robarts Library 4,8 millió könyvvel. Az egyetem inzulin fejlesztésével foglalkozó archívumát 2013-ban a világörökség részévé nyilvánították.

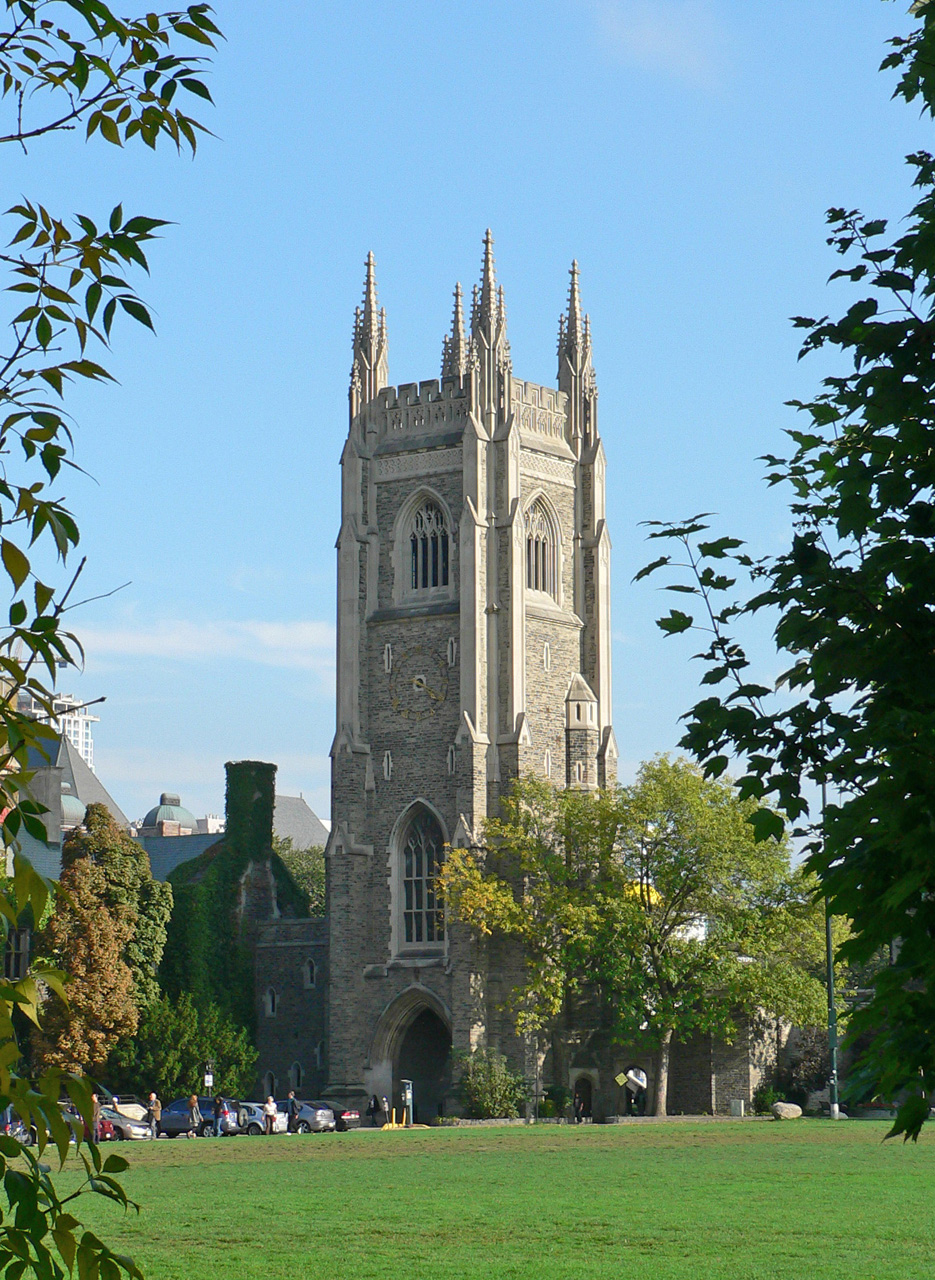
A Katonák tornya az egyetemen, a világháborúkban elesett katonák emlékműve

## Története
1827. március 15-én King's College at York néven alapította John Strachan (1778–1867) torontói anglikán püspök. Az intézmény eleinte anglikán irányultságú volt, 1848-ban vezették be a vallássemlegességet. Az egyetemet 1849-ben Torontói Egyetemnek nevezték el. 1921-ben szerzett világhírnevet, amikor Frederick Bantingnek és Charles Bestnek Torontóban sikerült először hasnyálmirigyszövetből inzulint kinyerniük.

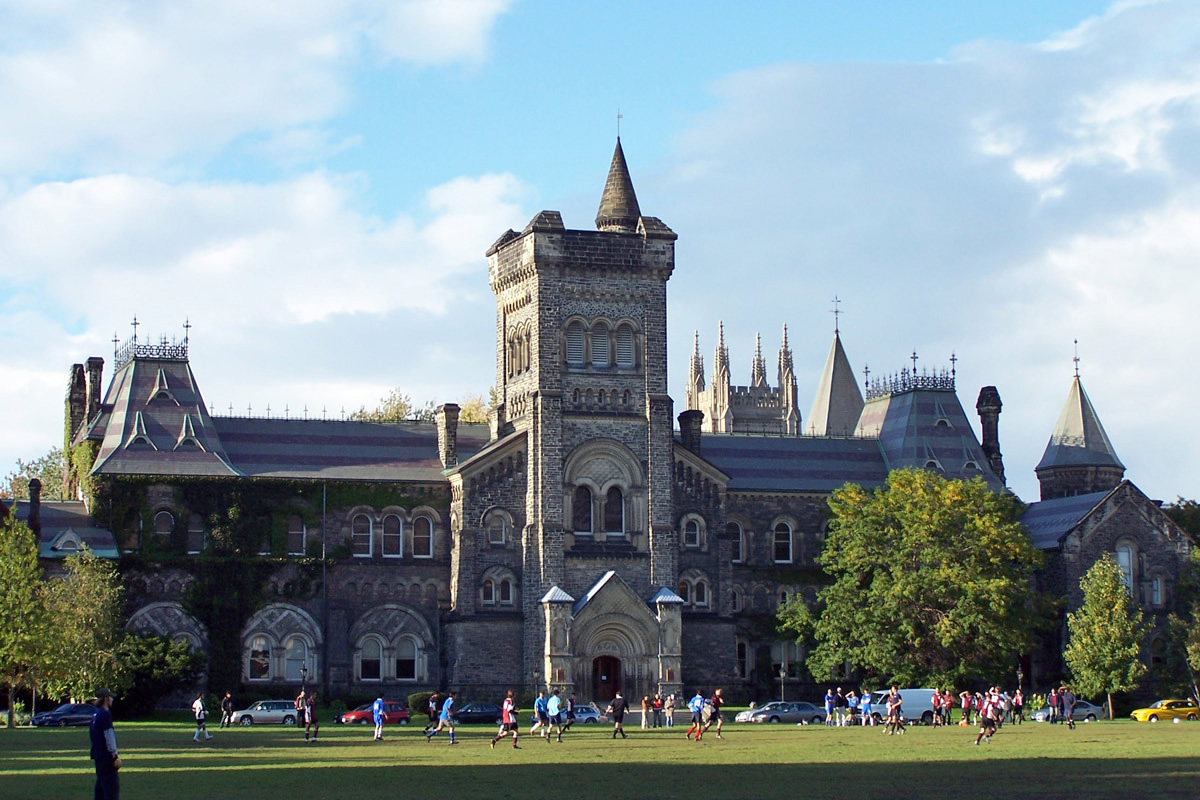
Az egyetemi főiskola egyik épülete az egyetemen

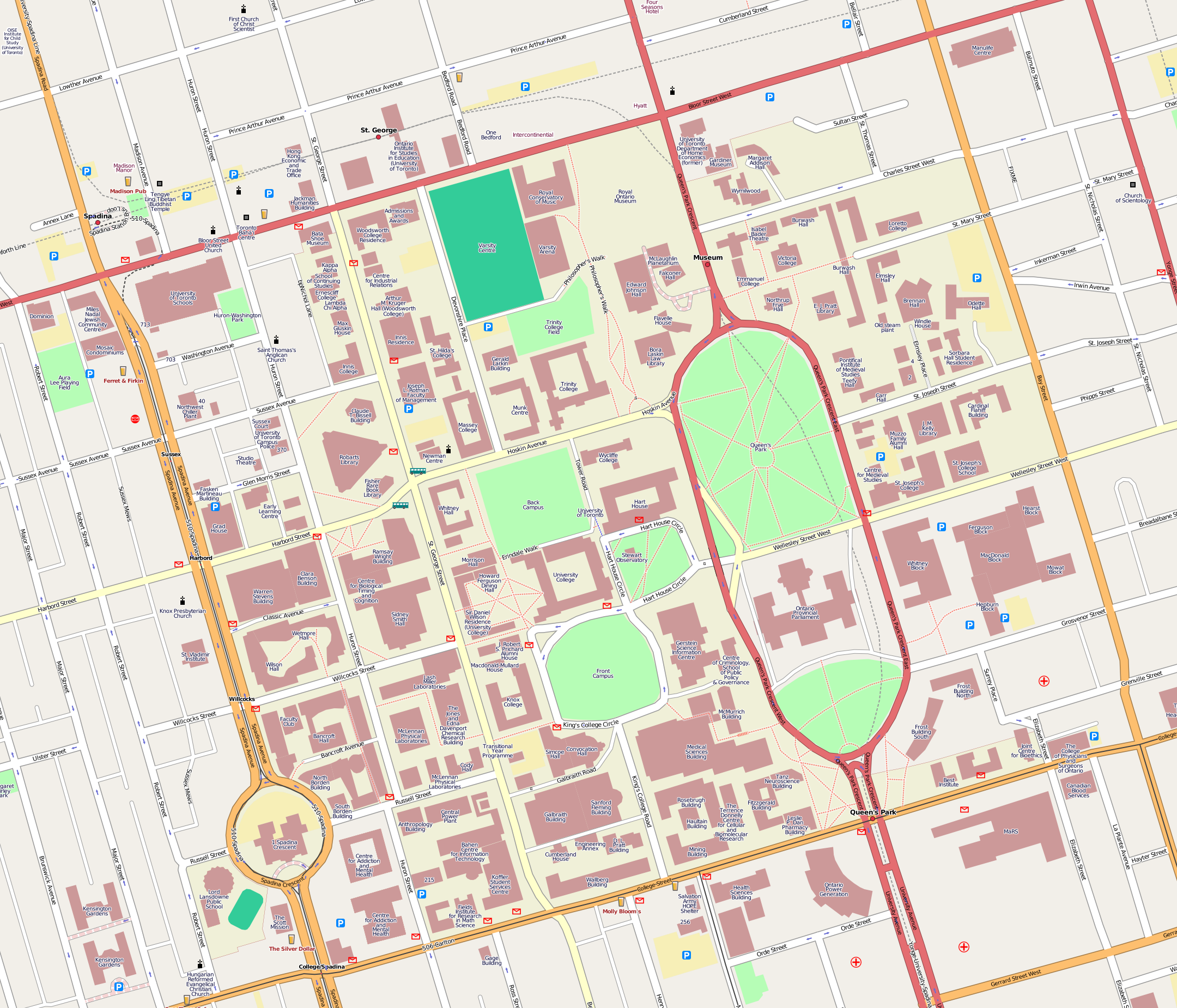
A Torontói Egyetem kampuszának térképe

## Karok

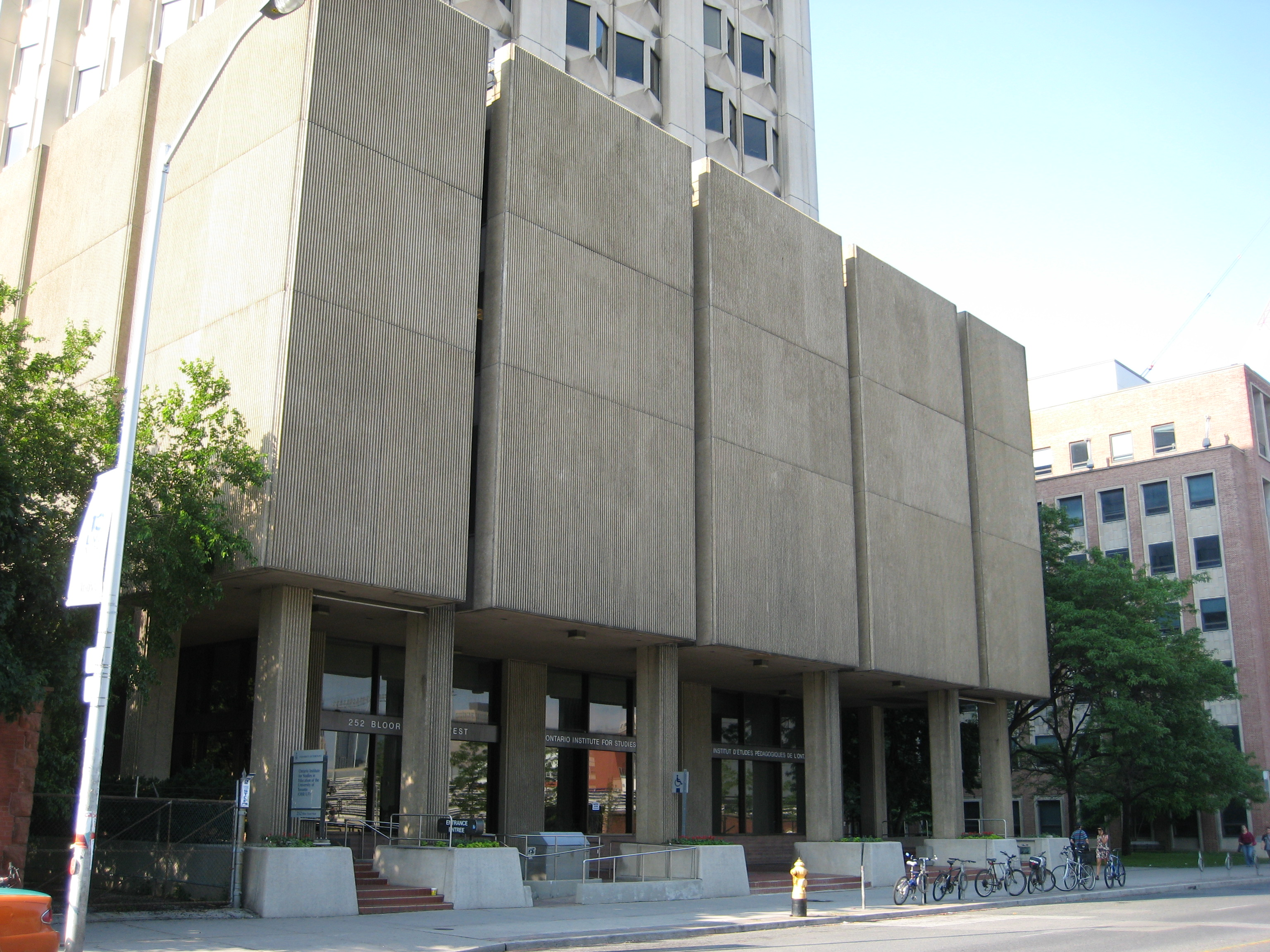
Az Ontario Institute for Studies in Education

- Bölcsészettudományi és Természettudományi Kar (Bölcsészettudományi és Természettudományi Tanszék)
  - Innis College (kommunikáció és média)
  - New College
  - St. Michael's College (katolikus főiskola)
  - Trinity College (anglikán főiskola)
  - Egyetemi Főiskola
  - Victoria College
  - Woodsworth College
- Alkalmazott Tudományos és Mérnöki Kar
- Építészmérnöki, Tájtervezői Kar
- Zeneművészeti Kar (Zenetudományi Tanszék)
- Erdészeti Kar
- Információs Kar
- Orvostudományi Kar
- Ápolási Kar (Ápolástudományi Tanszék)
- Gyógyszerésztudományi Kar
- Fogorvosi Kar
- Testnevelési és Egészségügyi Kar (Pszichológiai Tanszék)
- Dalla Lana Közegészségügyi Iskola
- Közpolitikai és Kormányzási Iskola
- Jogtudományi Kar (Jogi Tanszék)
- Rotman Menedzsment Iskola (Közgazdasági Tanszék)
- Ontario Institute for Studies in Education
- Szociális Munka Kar
- Torontói Teológiai Iskola (Teológiai Tanszék)

## Kampuszok
Az egyetemnek három kampusza és két kizárólagos kutatási létesítménye van.
- St. George (Torontó belvárosa), kampusz 52 296 hallgatóval
- University of Toronto Scarborough, kampusz 10 465 hallgatóval
- University of Toronto Mississauga, kampusz 10 924 hallgatóval
- Északnyugat-torontói Repüléstudományi Intézet
- Koffler Scientific Reserve Jokers Hillben, King Townshipben

A legnagyobb egyetemi kampusz körülbelül 2 km-re északra a pénzügyi negyedtől Toronto belvárosában és délre a Yorkville negyedtől és a The Annex népszerű diákotthonától. A kampusz 71 hektáros, és a Bay Street, a Bloor Street, a Spadina Avenue és a College Street határolja. Az egyetemhez tartozik a Queen's Park, az Ontario Parlamenttel és más történelmi épületekkel. Az egyetemi kampusz zöldterületeivel ellentétben áll Toronto belvárosával és modern felhőkarcolóival. Sok ünnepséget tartanak a University Avenue-n, amely a Queen's Park mellett és a Front Streetig húzódik. A Torontói metró Spadina, St. George, Museum, Bay és Queen's Park metróállomásai a közelben vannak.
A kampusz keleti és középső részén található, 1858 és 1929 között épült épületek építészete a román és a neogótika ötvözete. Az egyetem hagyományos szíve, a Front Campus az egyetem központjában található, egy nagy zöldterülettel körülvéve, amelyet King's College Circle néven ismernek. A Centerpiece az egyetem főépülete 1857-ben épült normann stílusban. 1968-ban az épület műemléki védelem alá került. Az 1907-ben elkészült Convocation Hall kupolás tetejéről és jón oszloprendjéről híres. Ebben a teremben különféle rendezvényeket és diplomaátadó ünnepségeket tartanak. A Knox College homokkő épületei az észak-amerikai neogótika stílusát testesíti meg.
A második világháború után a kampusztól nyugatra több modernebb nemzetközi stílusú épület is épült. Főleg laboratóriumok és adminisztratív irodák. Brutalista építészetté való átalakulásának legjelentősebb példája az 1972-ben épült és 1973-ban átadott hatalmas Robarts Library Complex épülete.

## Kutatás

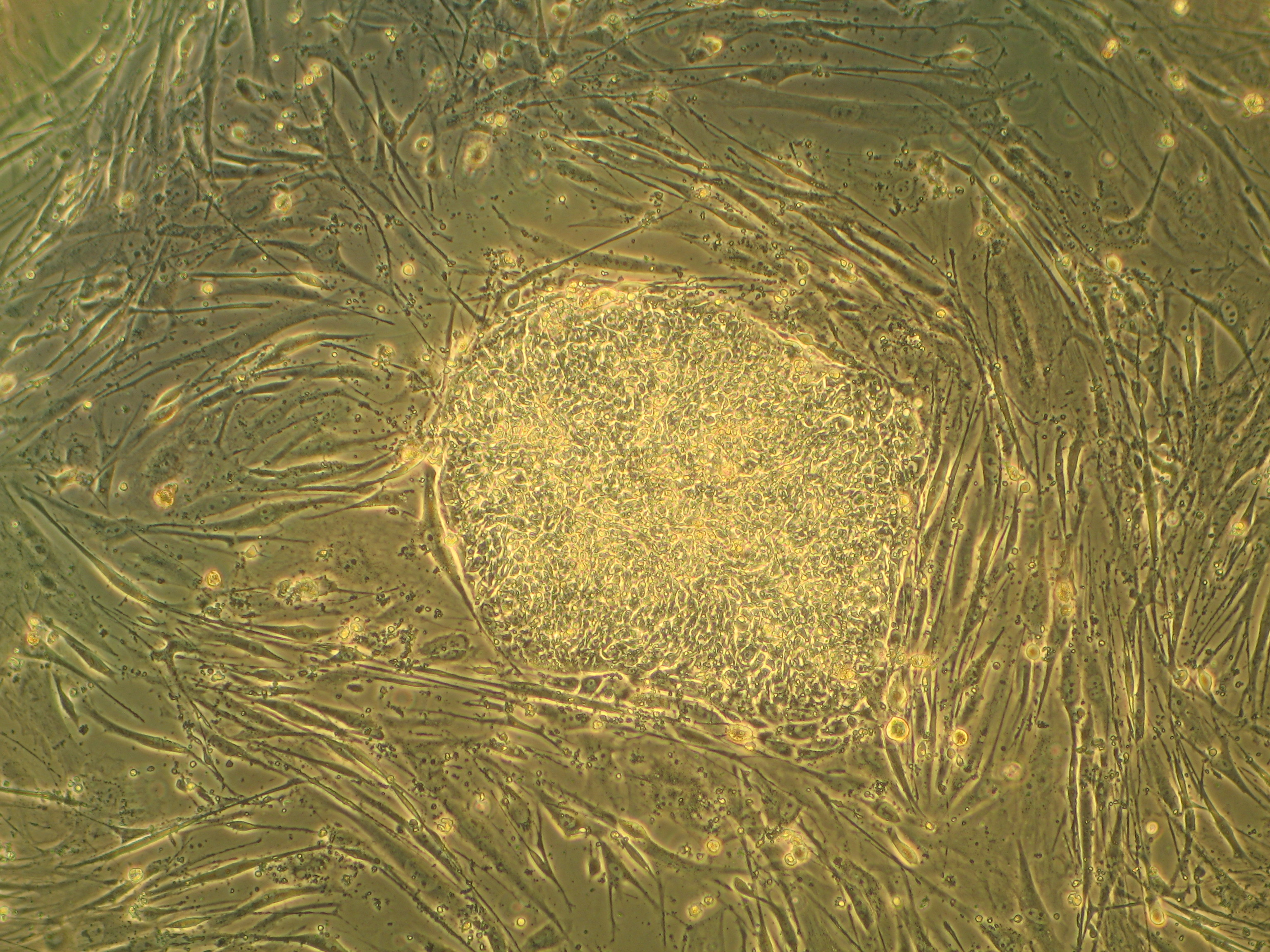
Az őssejtMcCulloch és Till általi felfedezése az őssejtkutatás alapja

1926 óta a Torontói Egyetem tagja az Amerikai Egyetemek Szövetségének, amely Észak-Amerika vezető kutatóegyetemeiből álló konzorcium. Az egyetem rendelkezik a kanadai egyetemek közül a legnagyobb kutatási költségvetéssel, amely 2008-ban 845 millió dollár volt.
A tartományi kormány a kutatás legnagyobb finanszírozási forrása. A kedvezményezettek között vannak olyan kutatóintézetek, mint a Kanadai Egészségügyi Kutatóintézetek, a Természettudományi és Műszaki Kutatói Tanács és a Társadalomtudományi és Humántudományi Kutatási Tanács, amelyek a kutatási költségvetés egyharmadát kapják. A vállalatok kutatásfinanszírozásának kb. 8%-a az egészségügyből és az orvosi iparból származik.
Az első gyakorlatilag használható elektronmikroszkópot a fizikai tanszék építette 1938-ban. A második világháború alatt az egyetem kifejlesztette a G-Suit-et, amelyet a gyors repülőgépek pilótái viseltek a gravitációs-erők ellensúlyozására. Az infravörös kemilumineszcenciával kapcsolatos kutatások először tették lehetővé az energiák kémiai reakciókban való előfordulásának megfigyelését. 1963-ban a Richmond Hill-i David Dunlap Obszervatórium fedezte fel a 2104 Toronto|, amelyet ezért az egyetemről neveztek el.
1972-ben a Cygnus X-1 röntgen kettőscsillagról végzett vizsgálatok fekete lyukakat észleltek. A torontói csillagászok felfedezték a Calibant és a Sycoraxot, az Uránusz holdjait, valamint az Andromeda I, II és III törpegalaxist. A számítástechnika úttörőjeként az egyetem 1950-ben fejlesztette ki az UTEC-t, az egyik első olyan számítógépet, amely képes volt nagyobb számítási teljesítményre. 1921-ben a Torontói Egyetemen fedezték fel az inzulint, amely úttörő volt az orvosi közösség számára.
A Torontói Egyetem képviseli a kutatás legmagasabb koncentrációját, és itt található a világ legnagyobb biotechnológiai cégek települése. Több mint 5000 kutató él a Torontói Egyetem Discovery District kampuszának közelében. A MaRS Discovery District egyetemi kutatópark, amely az egyetem szabadalmait kezeli. 2008-ban 159 találmányt és 114 induló vállalkozást alapítottak. A SciNet Konzorcium üzemelteti a legerősebb szuperszámítógépet az Amerikai Egyesült Államokon kívül.
Az egyetem az űrkutatás területén is jelentős szerepet játszik. A Torontói Egyetem Repülési Tanulmányok Intézete új technológiákat kutat, saját műholdakat és repülőgép-alkatrészeket fejleszt és épít nemzeti és nemzetközi projektekhez.

## Létesítmények az egyetemen

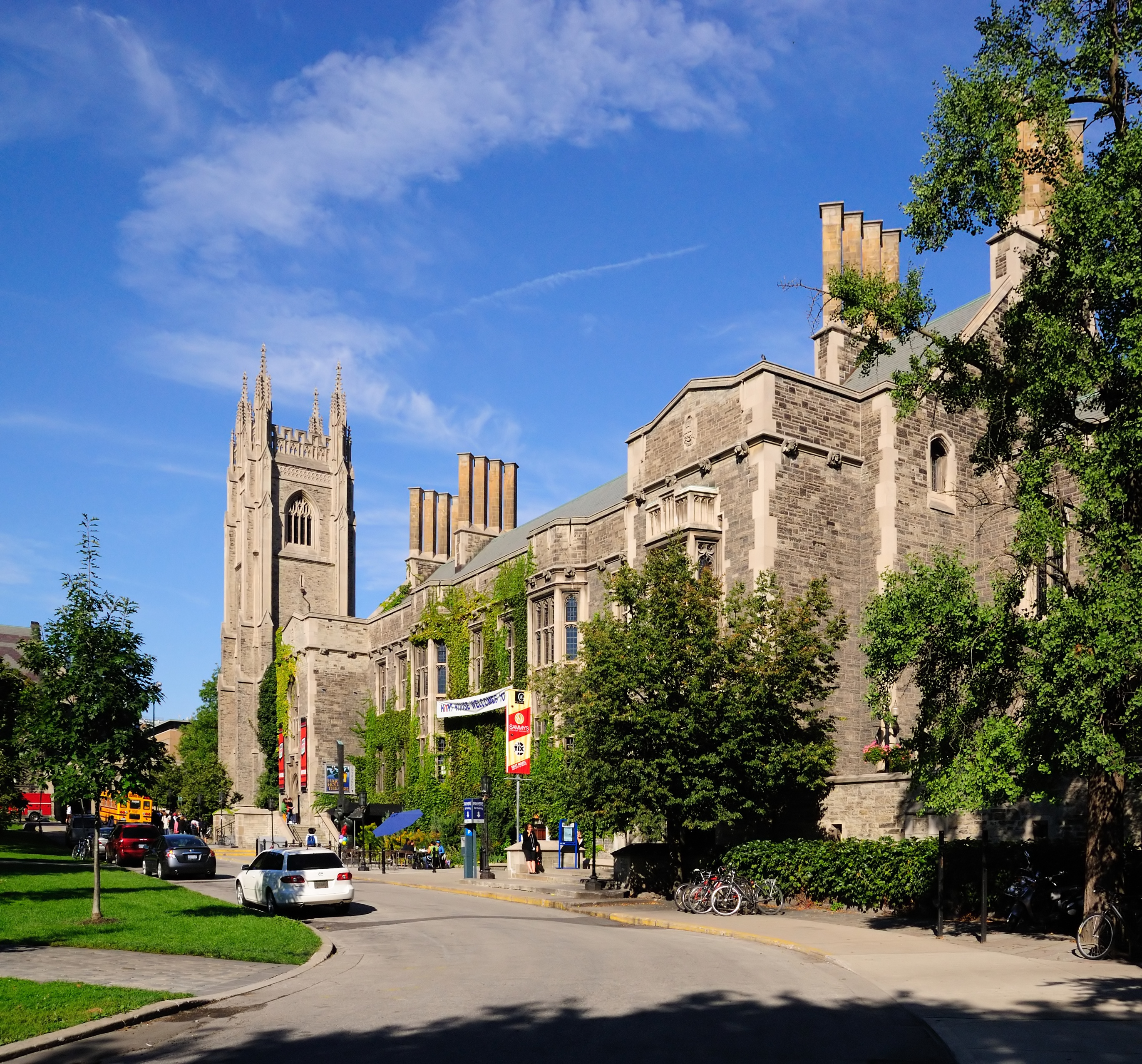
A Hart Ház, a kulturális események központja

### Diákmédia
A Varsity az egyik legrégebbi diákújság. 1880 óta hetente jelenik meg, és aktuális információkat tartalmaz pl. Hart House rendezvényei. Az Újság 1978 óta jelenik meg. Itt található még az egyetemi CIUT-FM rádióállomás és egy kis televízióadó, amely diákprodukciókat sugároz.

### Diákotthonok
A Torontói Egyetem minden főiskolája saját kollégiumot és étkezőt működtet (kivéve a Woodsworth College-t, amely nem rendelkezik étkezővel). Az egyetemen 6400 hallgató befogadására alkalmas kisebb lakások találhatók, amelyeket főként újonnan beiratkozott hallgatók kapnak, mert a felsőbb években tanulók az egyetemen kívül élnek. A népszerű lakónegyedek közé tartozik a The Annex és a Harbord Village. 2004-ben az egyetem megvásárolt egy szomszédos szállodaépületet, amely azóta „Gesztenyés rezidencia” néven további életteret biztosít.

## Nemzetközi rangsorok és együttműködések
Az egyetem 2020-ban a 18. helyen végzett a főiskolák és egyetemek rangsorában. Továbbá a sanghaji rangsor 2011 szerint az egyetem a 26. helyet foglalta el az Academic Ranking of World Universities (ARWU) rangsorban. Egy 2019-es internetes rangsor szerint világszerte a 23., Kanadában pedig az 1. helyen áll. Németországban a Torontói Egyetem együttműködik a frankfurti Goethe Egyetemmel. Mindkét várost hosszú távú partnerség köti össze.

## Sport
A Varsity Blues csapatai a Torontói Egyetemet képviselik egyetemi szinten a FÁK-on belüli OUA ligákban. Az Eagles képviseli a mississaugai egyetemet a CCAA-ban (OCAA konferencia).
Az egyetem rögbicsapata egyben az első Gray Cup első győztese is volt 1909-ben, amikor megnyerte az 1. Gray Cupot, amely később a kanadai futball mai nemzeti bajnokságává fejlődött. Ezt az eredményt 1910-ben és 1911-ben is megvédték.

## Személyiségek és öregdiákok

### Nobel-díjasok
- Frederick Banting (1891–1941), sebész és fiziológus: öregdiák és korábbi tag, 1923-ban fiziológiai és orvosi Nobel-díj
- John James Rickard Macleod (1876–1935), skót–kanadai fiziológus, az inzulin társfelfedezője: egykori tag, 1923-ban fiziológiai Nobel-díjas
- Lester B. Pearson (1897–1972), politikus és diplomata: öregdiák és volt tag, 1957-ben Nobel-békedíjas Kanada miniszterelnöke
- Arthur Leonard Schawlow (1921–1999), amerikai fizikus: Alumnus, 1981-es fizikai Nobel-díj
- Polányi János (* 1929), magyar származású kémikus és fizikus: egykori tag, 1986 kémiai Nobel-díjas
- Bertram Brockhouse (1918–2003), fizikus: öregdiák, 1994-es fizikai Nobel-díj
- Walter Kohn (1923–2016), osztrák származású amerikai fizikus: 1998-ban kémiai Nobel-díj
- Oliver Smithies (1925–2017), angol-amerikai genetikus: 2007-es fiziológiai és orvosi Nobel-díj
- Geoffrey Hinton (* 1947), a mesterséges neurális hálózatok tudósa: 2024-es fizikai Nobel-díj

### További neves személyek
- Clara Benson (1875–1964), vegyész és egyetemi tanár
- Gail Bowen (* 1942), író, egyetemi tanár és drámaíró
- Matt Cohen (1942–1999), író
- Ronald Deibert (* 1964), politológus, a Citizen Lab vezetője
- Cynthia Flood (* 1940), író
- Frieda Fraser (1899–1994), orvos, tudós és egyetemi oktató videók
- Malcolm Gladwell (* 1963), újságíró, író és vezetési tanácsadó
- Jeffrey F. Hamburger (* 1957), művészettörténész
- Stana Katić (* 1978), színésznő
- Mike Keenan (* 1949), jégkorongozó és edző
- Pia Kleber (* 1941), német színháztudós, a színészet egyetemi tanára
- Charles Vance Millar (1853–1926), ügyvéd és vállalkozó
- Peter Munk (1927–2018), magyar születésű kanadai vállalkozó, befektető, mecénás
- Peter C. Newman (1929–2023), újságíró és író
- Kenneth Nowakowski (* 1958), London ukrán görögkatolikus püspöke
- Jordan Peterson (* 1962), klinikai pszichológus és kulturális kritikus
- Don Tapscott (* 1947), szerző
- András Tilcsik, magyar szervezetkutató, szerző, egyetemi tanár
- Louise A. Tilly (1930–2018), történész, egyetemi tanár
- Russell Williams (* 1963), gyilkos és a légierő volt tisztje
- Chan Wing-wah (* 1954), zeneszerző
- Eric Wright (1929–2015), író és egyetemi tanár

## Könyvkiadványok
- Claude T. Bissell (1974): Halfway up Parnassus: A Personal Account of the University of Toronto. University of Toronto Press, ISBN 0-8020-2172-7
- Ann Rochon Ford (1985): Egy rózsákkal nem teleszórt út. University of Toronto Press, ISBN 0-8020-3999-5
- Martin L. Friedland (2002): The University of Toronto: A History. University of Toronto Press, ISBN 0-8020-4429-8
- Charles Morden Levi (2003): Comings and Goings. McGill-Queen's University Press, ISBN 0-7735-2442-8
- A. Brian McKillop (1994): Matters of Mind. University of Toronto Press, ISBN 0-8020-7216-X
- John G. Slater (2005): Minerva madárháza: Filozófia Torontóban. University of Toronto Press, ISBN 0-8020-3870-0
- W. Stewart Wallace (1927): A Torontói Egyetem története, 1827–1927. University of Toronto Press

## Fordítás
- Ez a szócikk részben vagy egészben  az   University of Toronto című német Wikipédia-szócikk ezen változatának fordításán alapul.  Az eredeti cikk szerkesztőit annak laptörténete sorolja fel. Ez a jelzés csupán a megfogalmazás eredetét és a szerzői jogokat jelzi, nem szolgál a cikkben szereplő információk forrásmegjelöléseként.